# Archief Gent
Beim Archief Gent (Archiv Gent) handelt es sich um zwei seit 2017 zusammengelegte Archive der Stadt Gent in Belgien, die nunmehr eine Einheit bilden. Diese beiden Archive sind das 1817 gegründete Stadtarchiv Gent, bzw. Stadsarchief Gent, das Hauptarchiv für die Geschichte der Stadt, und das Archief OCMW Gent. 2018 räumten die beiden ihre bisherigen Standorte, nämlich Neermeerskaai 1B (das bis dahin noch bestehende OCMW Archief) und Dulle-Grietlaan 12 (das Stadsarchief), um in das Gebäude De Zwarte Doos in der Dulle-Grietlaan zu residieren. 

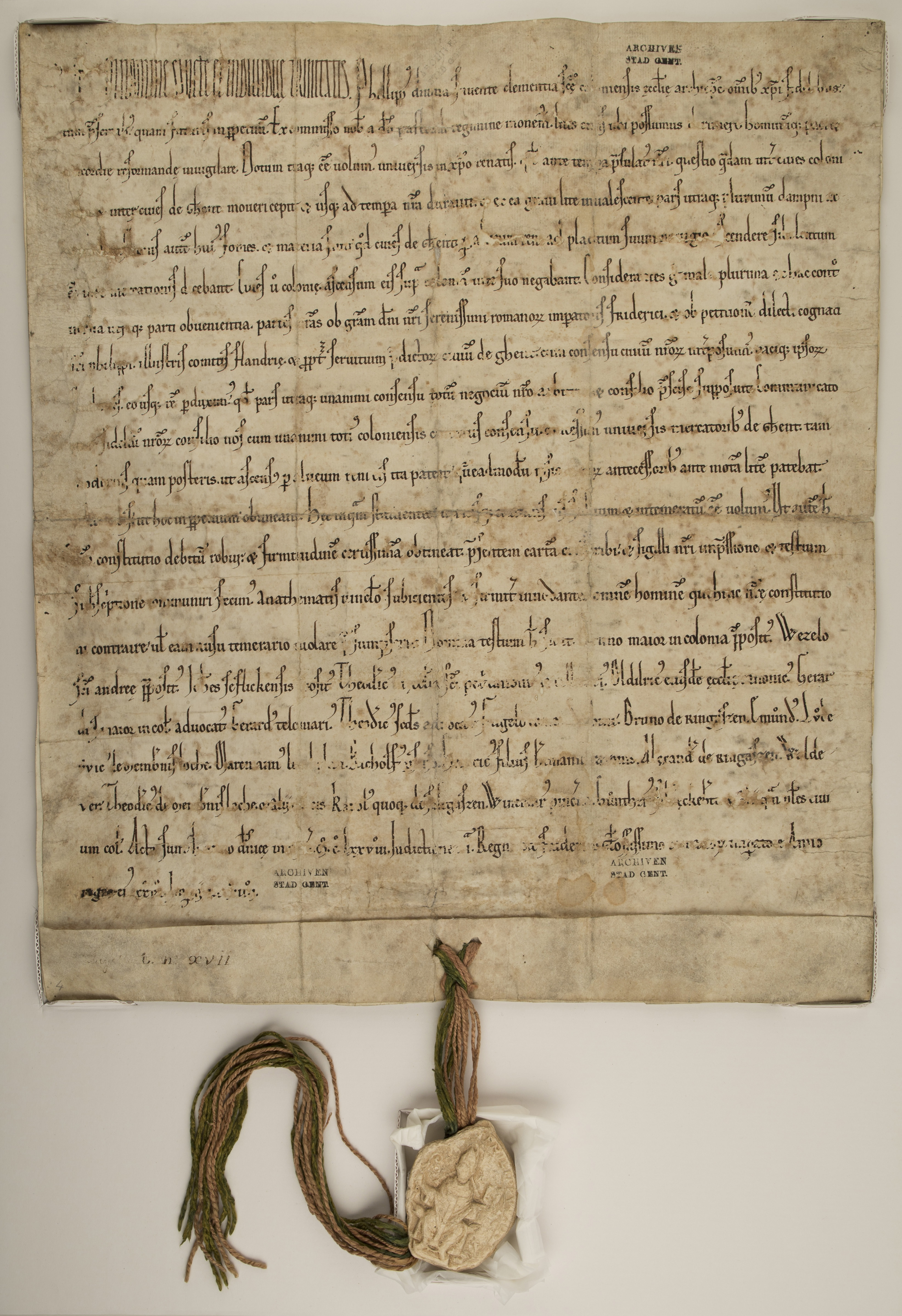
In der ältesten Urkunde im Archiv garantiert der Erzbischof von Köln 1178 den Genter Händlern Zollfreiheit auf dem Rhein (Oud Archief, reeks 94: Charters, nr. 4).

Die Bestände des Stadtarchivs bestehen im Kern aus den Akten und Vorgängen der Stadt seit dem Mittelalter. Die Bestände bis 1795 befinden sich im Oud Archief, zusammen mit anderen Beständen des Ancien Régime. Die Bestände aus der französischen Periode (1795–1815), dann der niederländischen (1815–1830), schließlich der belgischen (ab 1830) finden sich im Modern Archief, zusammen mit denen der Teilgemeinden der heutigen Stadt.
Das Oud Archief ist im Archiefgids von 1983 beschrieben, weitere Informationen zum Hause finden sich in der 1988 erschienenen Historie op perkament. Das Modern Archief ist weniger nach Provenienzen, sondern thematisch organisiert, so dass etwa Akten zu den Finanzen von denen zu öffentlichen Arbeiten oder zur Bevölkerung getrennt voneinander archiviert wurden. Alle Archivalien zum Familienstand, wie Taufbücher, die bis 1795 entstanden, finden sich ebenfalls im Hause, die jüngeren Bestände dieser Art befinden sich im städtischen Administratief Centrum (AC) Zuid am Woodrow Wilsonplein.
Neben den städtischen Beständen befinden sich zahlreiche Privatarchive im Stadtarchiv, ebenso wie umfangreiche Fotobestände. Hinzu kommt eine eigene Bibliothek mit mehr als 30.000 Titeln. 
Die zweite Institution, die Stadsarcheologie Gent, wurde 1973 gegründet. Sowohl die archäologisch relevanten Objekte, als auch die dazugehörigen Schriftstücke werden dort archiviert, verschlagwortet und inventarisiert, zudem entstand seither eine Bibliothek. Hinzu kommt eine eigene Datenbank, die Vulferusdatabank.